# Ligue nationale anti-sémitique de France

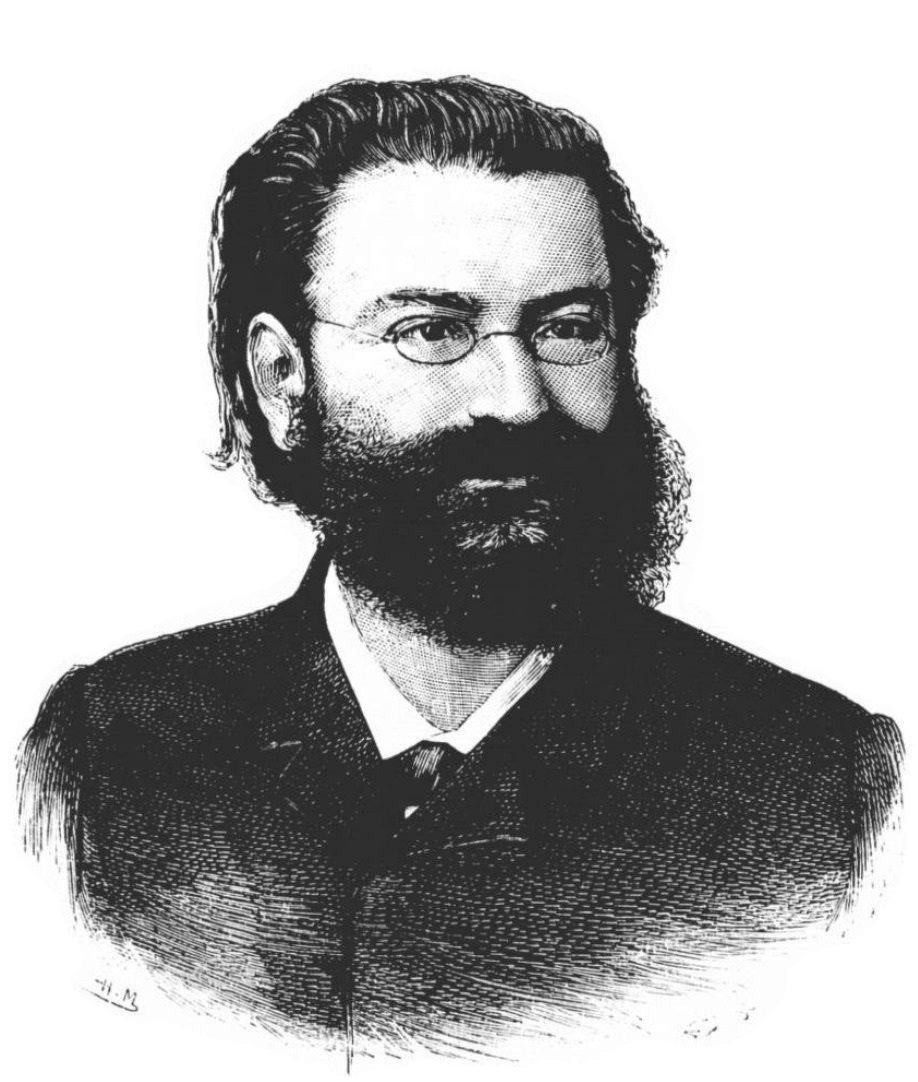
Édouard Drumont (Le Voleur illustré 1894)

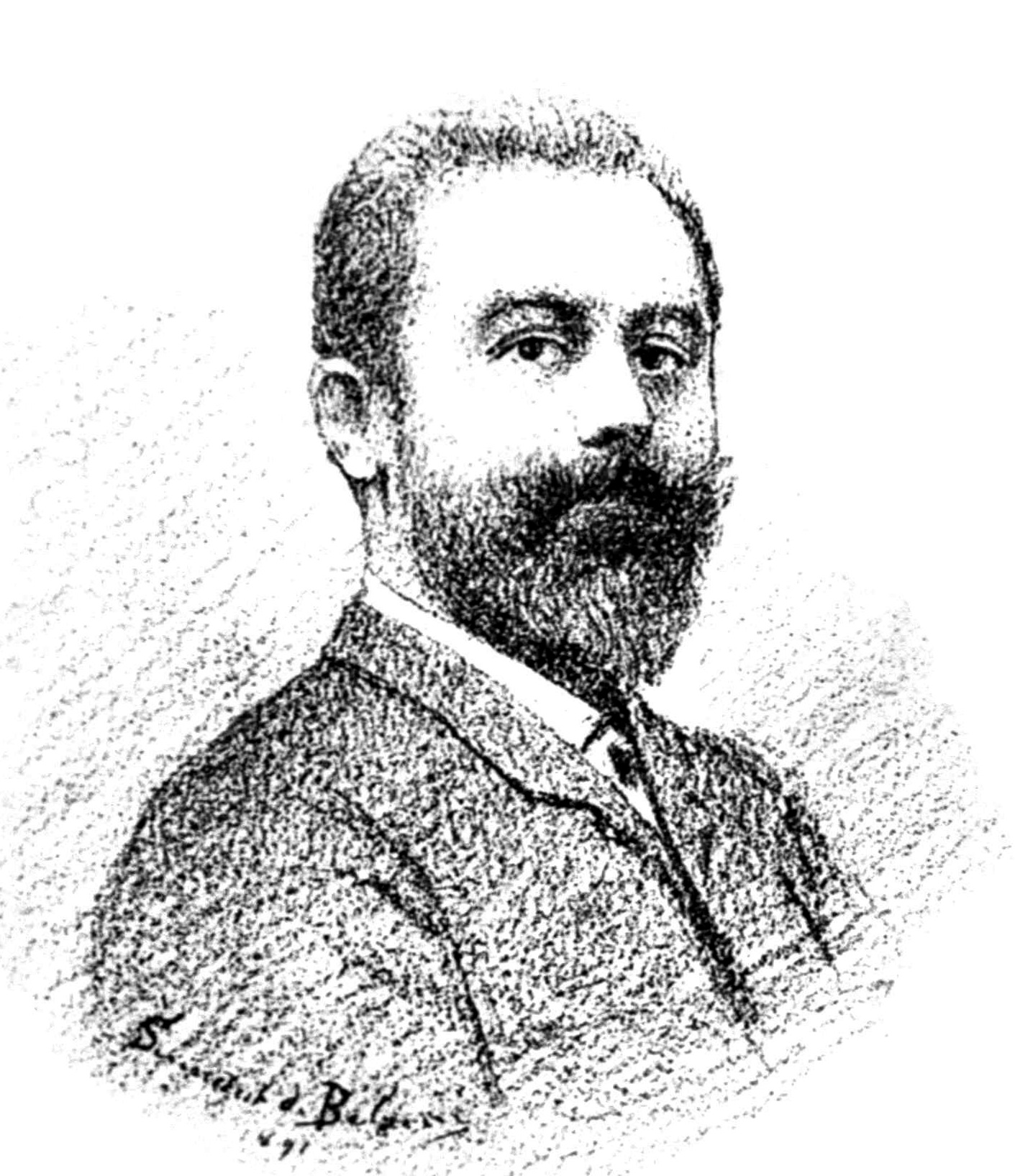
Jacques de Biez (1891)

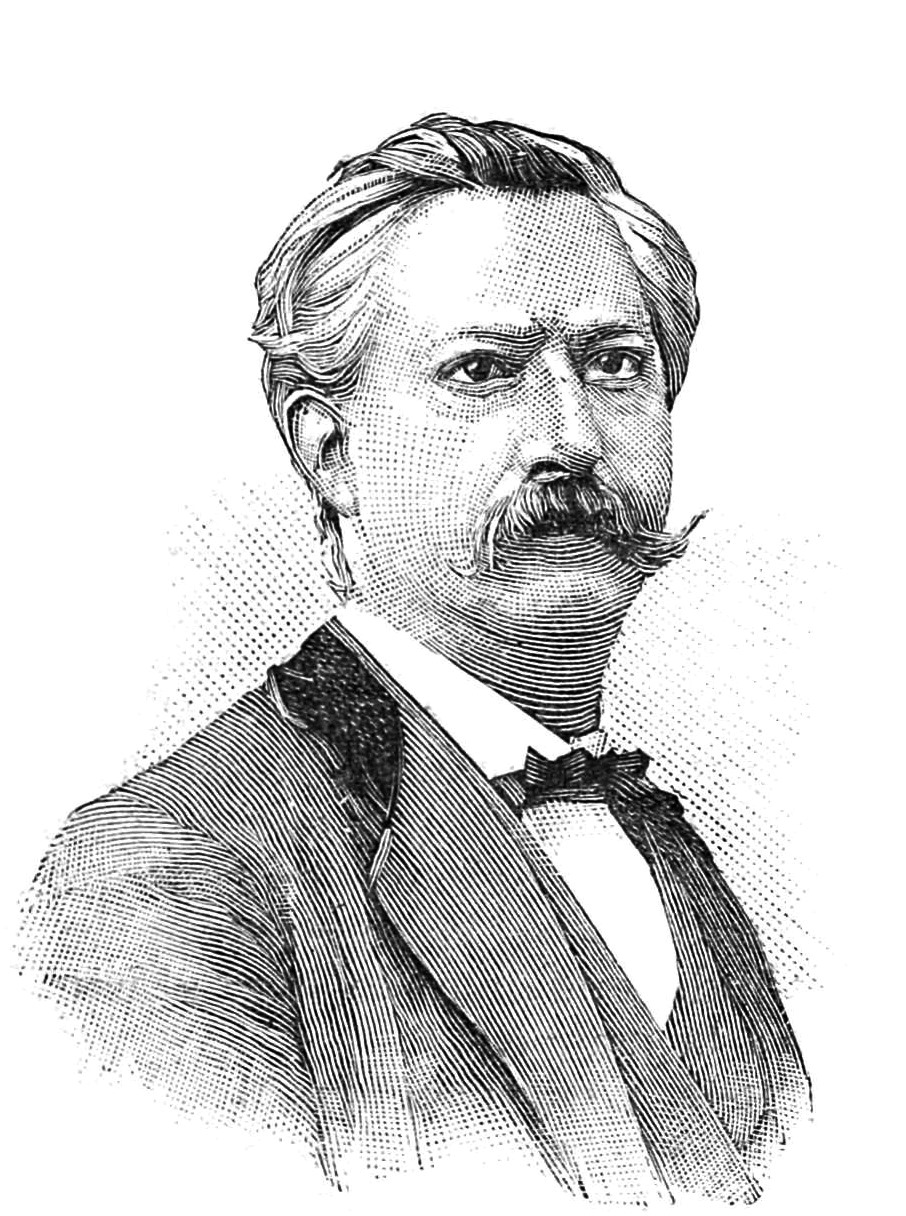
Jean Emile Millot

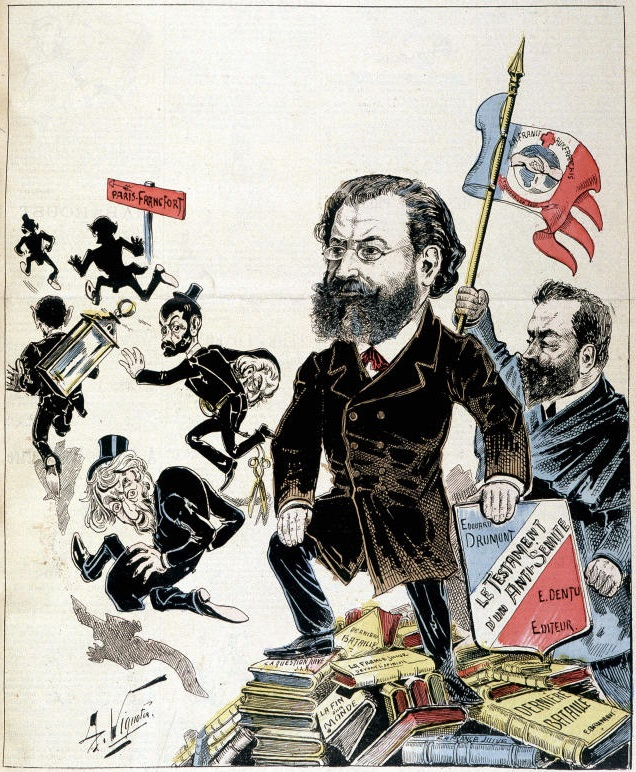
Drumont, der auf seine Werke gesprungen ist, und de Biez, der das Banner der Liga hochhält, jagen Juden. (Amédée Vignola in Pilori, 1891)

Die Ligue nationale anti-sémitique de France (Nationale Antisemitische Liga Frankreichs, LNAF) war eine französische antisemitische Vereinigung, die 1889 von dem Polemiker Édouard Drumont und dem Journalisten Jacques de Biez gegründet wurde. Sie war bis 1890 aktiv und verschwand 1892 (durch Inaktivität). Die zweite antisemitische Liga Frankreichs (Grand Occident de France) unter der Leitung von Jules Guérin entstand erst fünf Jahre später, 1897, nach dem Ausbruch der Dreyfus-Affäre.

## Hintergrund
Im Sommer 1886 markierte der wachsende Verkaufserfolg von Drumonts La France Juive den Einzug des Antisemitismus in die öffentliche Debatte in Frankreich. Im selben Jahr veröffentlichte der Journalist Jacques de Biez das Buch La Question juive (Die Judenfrage) und gründete zusammen mit Drumont anlässlich des Antisemitischen Kongresses von Bukarest, der vom 7. bis 9. September in der rumänischen Hauptstadt stattfand, ein Comité antisémitique français (Französisches Antisemitisches Komitee). Auf diesem internationalen Kongress, auf dem de Biez als Delegierter der französischen Antisemiten eine wichtige Rolle spielte, wurde als Antwort auf die Alliance israélite universelle (AIU) eine Alliance anti-israélite universelle (Universelle Anti-Israelitische Allianz) gegründet.
Während die Alliance anti-israélite universelle in Rumänien aktiv war, trat sie in Frankreich 1887 kaum in Erscheinung. Der Name der Organisation tauchte nur vereinzelt während der Pariser Kommunalwahlen im Zusammenhang mit einer antisemitischen Kampagne gegen den amtierenden Stadtrat Narcisse Leven, Mitbegründer der AIU, auf. Im darauffolgenden Jahr 1888 entwickelte sich der Boulangismus, eine Oppositionsbewegung gegen das opportunistische Regime, die weitaus stärker und einigender war als der aufkommende Antisemitismus. Einige der Führer des Boulangismus waren übrigens Juden. Diese diffuse politische Bewegung erreichte ihren Höhepunkt und begann 1889, als Drumont und de Biez ihre antisemitische Liga gründeten, einen unaufhaltsamen Niedergang.

## Organisation und Ideologie
Drumont und de Biez begannen im Frühjahr 1889 mit der Gründung der Ligue nationale anti-sémitique de France (LNAF). Die Idee dazu hatte Drumont bereits vor dem März, aber die Schwierigkeiten, in die die Ligue des patriotes (Boulangisten) geraten war, als sie auf Befehl der Regierung durchsucht und aufgelöst wurde, hatten ihn veranlasst, das Projekt aufzuschieben. Er zog es bald vor, seine Zeit der Vorbereitung seines nächsten Buches zu widmen und überließ die praktische Organisation dieser militanten Struktur seinem Kollegen. Der Sitz des LNAF befand sich in der Wohnung von Jacques de Biez in der Rue Lepic Nr. 48 in Montmartre. Neben den Büros der Organisation befand sich dort auch ein kleines Museum mit einer Sammlung antisemitischer Plakate und Bücher.
In den Statuten der Liga hieß es, ihr Ziel sei es, „alle Franzosen, die die Seele des wahren Frankreichs in sich tragen, ... im Namen des Korpsgeistes und der nationalen Traditionen um die französische Idee zu scharen, um die moralischen und materiellen Interessen Frankreichs gegen die unverschämten Triumphe des internationalen jüdischen Parasitismus zu verteidigen“. Trotz dieser sehr nationalistischen einleitenden Erklärung sah sich die Liga mit der in Bukarest gegründeten Alliance anti-israélite universelle verbunden (Art. 2) und sah vor, dass die ausländischen Mitglieder dieser internationalen Organisation dem Nationalkomitee der LNAF beitreten konnten (Art. 13). Juden waren natürlich aus der Liga ausgeschlossen (Art. 32), während Ausländer, die in Algerien lebten, aber „durch das Crémieux-Dekret geschädigt sind“, als französische Staatsbürger galten.
Im Einklang mit den antikapitalistischen und sogar revolutionären Tönen, die Drumonts Antisemitismus in seinem Werk La Fin d’un monde angenommen hatte, forderte die Liga eine bestimmte Form des Sozialismus. So erklärte de Biez gegenüber einem Redakteur von La Petite République: „Wir sind nationale Sozialisten, denn indem wir die internationale Finanzwelt angreifen, wollen wir Frankreich für die Franzosen“. Artikel 6 der Statuten unterstrich die verschwörungstheoretische Dimension des Antisemitismus der Drumontisten, indem er von der „okkulten und ruchlosen Verschwörung (der) jüdisch-finanziellen Oligarchie“ sprach, gegen die der Bund mit seiner Propaganda und allen anderen legalen Mitteln kämpfen wolle. Die Freimaurerei wurde von den Drumontisten nur dann kritisiert, wenn sie sich für die Juden einsetzte, was bei den rumänischen Freimaurern, die der Alliance anti-israélite universelle angehörten, nicht der Fall war.
Die Leitung der Liga wurde einem Exekutivkomitee anvertraut, das aus Drumont (Präsident), de Biez (Generaldelegierter) und Millot (Sekretär) bestand. Ein Posten für einen Vizepräsidenten war ebenfalls vorgesehen, bleibt aber unbesetzt.

## Mitglieder und Aktivitäten
Die Zahl der ersten Anhänger überstieg kaum ein Dutzend meist junger Männer, die de Biez von Zeit zu Zeit um einen Tisch in einem Café an der Place Blanche versammelte. Mehrere der Gäste gehörten der Redaktion von Le Pilori an, einer satirischen, bonapartistischen und antisemitischen Zeitung. Diese schwachen Truppen wurden nach den Parlamentswahlen vom 22. September und 6. Oktober 1889 etwas größer: Zu diesem Zeitpunkt gab es zwischen 50 und 100 aktive Mitglieder, die sich vor allem aus Pariser Ladenbesitzern und dem niederen Klerus in der Provinz rekrutierten. Die in den Statuten (Art. 24–29) vorgesehenen Provinzsektionen scheinen nicht zahlreich gewesen zu sein. So wird im Tätigkeitsbericht vom Oktober 1890 nur die angeblich ein halbes Jahr zuvor gegründete Sektion in Marseille erwähnt. Laut Drumont hätten sich unter den Mitgliedern seiner Liga praktizierende Katholiken wie er selbst befunden, aber auch „Protestanten, Freidenker und sogar ein Buddhist“.
Die Liga beklagte immer wieder ihren Mangel an finanziellen Mitteln. Polizeiberichten zufolge erhielt sie jedoch Spenden von wohlhabenden Aristokraten wie dem Herzog von Uzès und sogar von antisemitischen Adligen aus dem Ausland. Auch der Marquis de Morès beteiligte sich an der Finanzierung der Liga.
Der Liga gelang es kaum, eigene Kandidaten für die Wahlen zu finden; lediglich der Boulangist Francis Laur wurde mit ihrer Unterstützung gewählt. Dieser Beginn eines Bündnisses zwischen der LNAF und einem Teil der Boulangisten, der größtenteils durch Morès zustande kam, blieb jedoch ohne Folgen. Die Annäherung wurde von Drumont selbst sabotiert, der sich bei General Boulanger unbeliebt machte, indem er ihn (und seinen Vater) in La Dernière bataille (Die letzte Schlacht) angriff, das er Anfang März veröffentlichte.
Unter diesen Umständen gingen Antisemiten und Boulangisten gespaltener denn je in die Kommunalwahlen vom 27. April, die für beide Bewegungen eine Niederlage bedeuteten. Drumont hatte gehofft, „fünfzehn oder sechzehn“ Antisemiten in den Pariser Stadtrat entsenden zu können, doch alle von der Liga unterstützten Kandidaten erlitten schwere Niederlagen.
Diese Niederlage ereignete sich kurz vor dem 1. Mai. Eingeschüchtert durch die präventiven Verhaftungen in den Reihen der Anhänger Morès’, die gemeinsam mit den Anarchisten vor dem Hotel Rothschild demonstrieren wollten, veröffentlichten Drumont und die anderen Führer der LNAF eine Erklärung, in der sie sich von den Demonstrationen distanzierten und ihre Freunde aufforderten, nicht daran teilzunehmen. Dieser Rückzieher war das Todesurteil für die Liga, die nach der Veröffentlichung ihres Tätigkeitsberichts im Oktober 1890 kaum noch in Erscheinung trat.
Die letzten Anzeichen von Aktivität finden sich im Jahr 1892, dem Gründungsjahr von La Libre Parole. Bevor Drumont die Leitung dieser Tageszeitung übernahm, konnte er sich auf keine bedeutende Zeitung stützen. Das Fehlen eines Presseorgans erklärt zum Teil das Scheitern der LNAF.

## Weiteres
Der Marquis de Morès, der von der Führung des LNAF ferngehalten wurde und von der Feindschaft zwischen Drumont und Boulanger enttäuscht war, gründete im März 1890 eine eigene Gruppe unter dem Namen Morès et ses amis (Morès und seine Freunde, nach dem Tod des Marquis 1896 umbenannt in Les Amis de Morès (die Freunde von Morès)), die die Trümmer des Drumont-Vereins aufnahm und bis 1893 aktiv blieb. De Biez, der sich nach seiner Heirat in der Nähe von Poitiers niedergelassen hatte, gründete dort 1895 eine Ligue antisémitié du Poitou (Antisemitismus-Liga von Poitou), die später Ligue antisémitique du commerce poitevin (Antisemitische Handelsliga der Poiteviner) hieß. Mit 300 Mitgliedern blieb sie jedoch wenig einflussreich.
Anfang 1897 gründete Jules Guérin, ein ehemaliges Mitglied des LNAF und der Gruppe Morès et ses amis, eine neue Ligue antisémitique de France, die er im Februar und März 1899 in Grand Occident de France umbenannte. Diese zweite antisemitische Liga, die von der Dreyfus-Affäre profitierte, zählte zwischen 900 und 2000 Mitglieder.
Drumont war nur der Ehrenvorsitzende der Ligua Guérins, die sich somit seiner Kontrolle entzog. Aus diesem Grund stellte er ihr konkurrierende Organisationen gegenüber, indem er zunächst die Jeunesse antisémitique subventionierte. Als sich diese 1901 in die Parti national antijuif (Nationale Antijüdische Partei) umwandelte, ließ er sie fallen und gründete für die Parlamentswahlen 1902 ein Comité national antijuif (Nationales Antijüdisches Komitee). 1903 gründete er die Fédération nationale antijuive (Nationale Antijüdische Föderation), eine Vereinigung, die die Ziele und Statuten der Liga von 1889 übernahm.

## Bekannte Mitglieder der Liga
- Jacques de Biez
- Léon Daudet
- Édouard Drumont
- Jules Guérin
- Julien Mauvrac[8]
- Jean-Émile Millot